# 織田収
織田 収（おだ おさむ、明治30年（1897年）8月15日 - 昭和63年（1988年）3月1日）は日本の実業家、政治家、ジャーナリスト。元鳥取県会議員。
山陰のジャーナリストの大御所として、政治・経済・文化・スポーツなど幅広い分野で活動した。

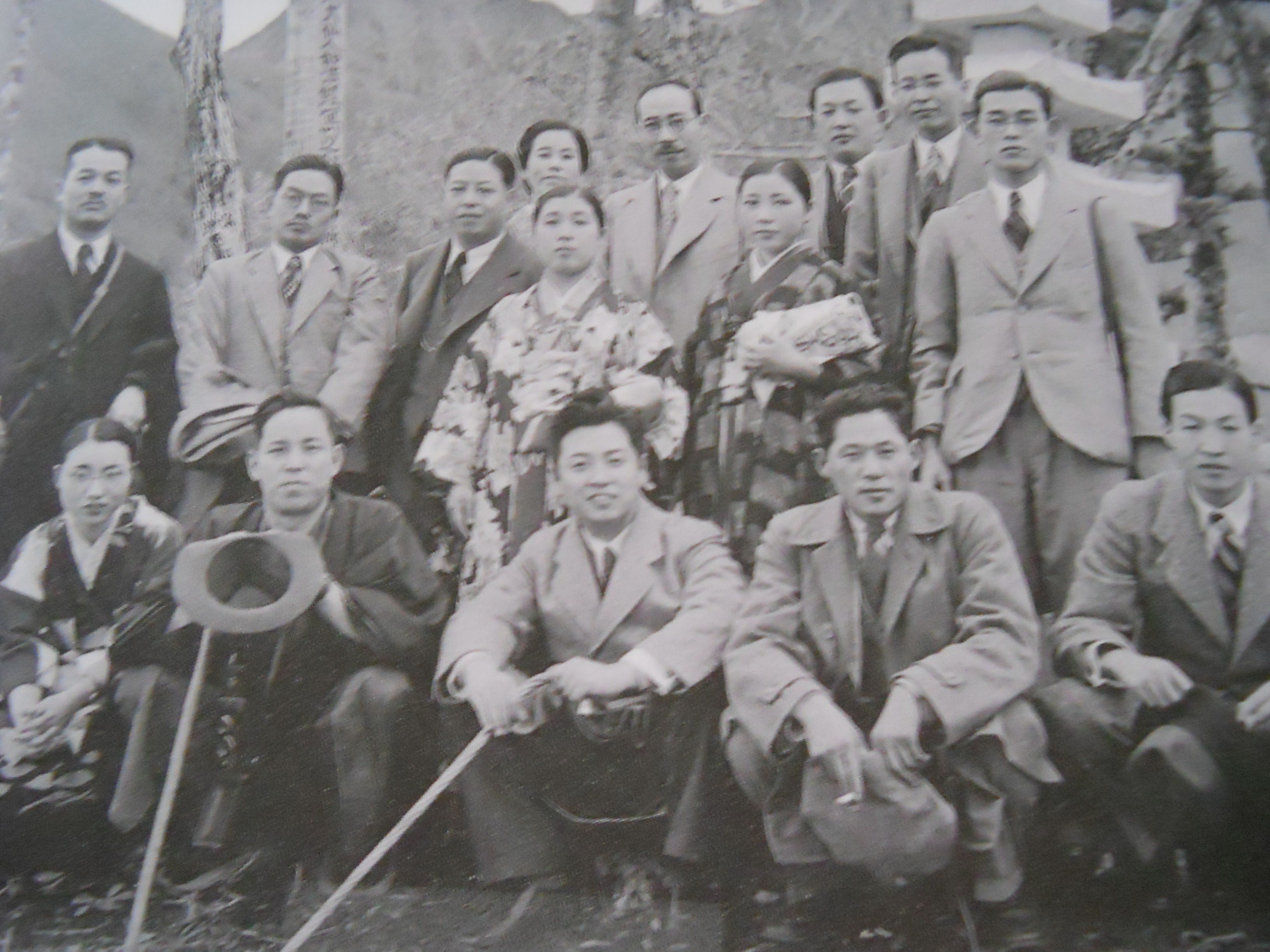
前列右から坂口純三、織田収、赤沢正道、坂口昇。後列左から雑賀愛造、上原準三、2代目坂口平兵衛
（昭和10年頃、大山に遊ぶ清交クラブの面々）

## 来歴・人物
鳥取県米子市東町生まれ。父・永太郎は明治37年（1904年）に『角磐日報』を創刊した米子地方におけるジャーナリズムの先駆者だった。
米子中学（現在の米子東高校）を経て大正9年（1920年）7月東亜同文書院卒業（第17期生）。大正12年（1923年）4月大阪毎日新聞社入社、新聞記者となる。
昭和7年（1932年）12月山陰日日新聞社主幹として帰郷。昭和12年（1937年）4月鳥取県会議員補欠選挙に初当選、以来戦後の昭和21年（1946年）公職追放になるまで県政に参画、昭和15年（1940年）12月大政翼賛会鳥取県支部が結成されると庶務部長に就任、昭和20年（1945年）まで翼賛運動に専念。
昭和28年（1953年）ラジオ山陰社長に就任。

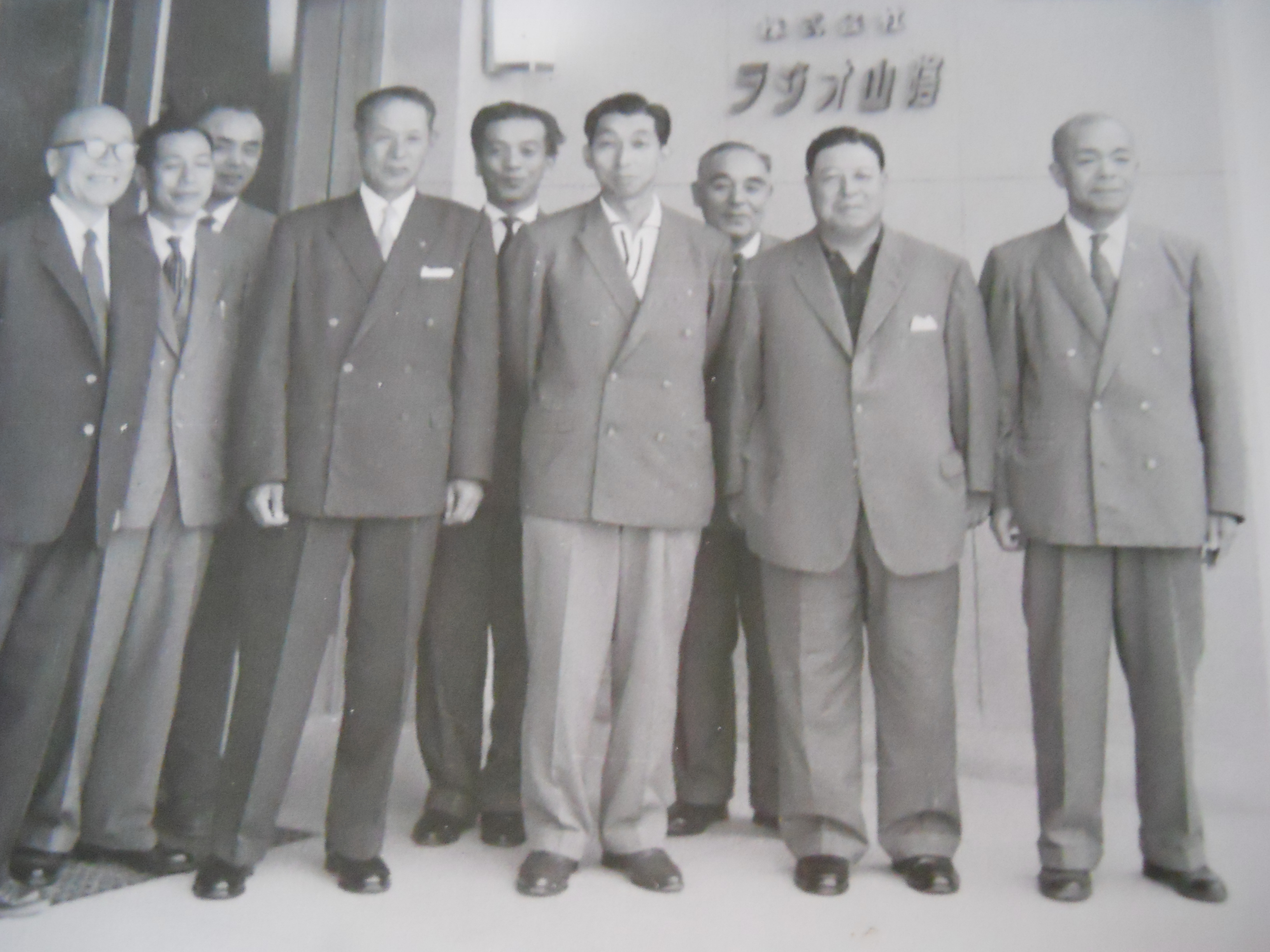
右から野坂康久、2代目坂口平兵衛、青砥喜三郎、高松宮宣仁親王、青砥昇、織田収、野坂一郎、伊坂定吉、野坂寛治
（昭和29年、ラジオ山陰開局）

昭和48年（1973年）山陰放送相談役。昭和63年（1988年）3月1日死去。

## 家族
- 妻・菊枝

## 家系
生家は、元池田藩士柘植家の武家屋敷で二千坪くらいの広さがあった。織田家は池田藩に仕えたれっきとした武士の家柄だった。
織田は次のように語っている。「私のところの総泉寺にある墓が天正何年かなあー370年～80年前のものです。岡山の池田家の家来だったのが鳥取藩と国替えになりそれに従って主力は鳥取へ、米子部隊は荒尾氏を城代家老にしてやってきている。近頃は若い人が活躍されている様だが私の知っている限りでは貧乏侍なれの果てで枯れてしまって何も残っていない。東町ってところは侍だけ住んでいた町だが10軒位あったかなー、残っているのは維新の頃から栗木という明道校のところのだけではないだろうか。
…（中略）父親が明治37～38年頃ですから、私が7～8才の頃です。日露戦争が始まった前の年ぐらいに角磐日報という新聞を始めたんです。坂口さんの先代や先々代の色々なご援助を受けながら始めたんです。これをやることで、貧乏士族が、いくらか先代から残っておった、その辺の土地みたいなものを皆んな売っぱらっちゃって、何も無くなっちゃったんです。
旗ヶ崎や東町の土地を坂口豊蔵さんに買って貰いました。そんな状態を子供心に見て大きくなったんですけど、三つ子の魂百までということで、男の兄弟が三人おります。これらがみんな新聞屋みたいなものになってしまった。母親や親戚は、私の父親が新聞を始めて井戸塀どころか井戸も塀もないほどに売ってしまって貧乏のありったけをやり“新聞は仇だ”“新聞屋だけは子供にさせん”といっていたのが、大きくなってみると、みんないつとはなしに、新聞は成り立たないと知りながら、1文にもならん新聞屋になってしまっていました」。

## 関連人物
- 青戸辰午
- 戸田海笛
- 杵谷精一
- 辻晋堂
- 三好英之